# 真菌性髄膜炎
真菌性髄膜炎( fungal meningitis )とは深在性真菌症の１つとして起こる疾患である。悪性血液疾患や悪性腫瘍に対する化学療法、造血幹細胞・臓器移植術の普及、ステロイド剤をはじめ免疫抑制剤の使用、後天性免疫不全症候群の増加によって真菌性髄膜炎は増加傾向である。ここでは頻度、病原性が高いクリプトコッカス属の cryptococcus neoformans、カンジダ属の Candida albicans 、アスペルギルス属の Aspergillus fumigatus を念頭に説明する。

## 症状と経過
深在性真菌症は一般に免疫機能が低下した患者に日和見感染症として発症するがクリプトコッカス症に限っては健常人に発症することがある。カンジダ症、アスペルギルス症は好中球の機能不全で発症するがクリプトコッカス症は細胞性免疫不全状態や鳩の飼育者に多い。真菌性髄膜炎の症状は他の髄膜炎と同様であり頭痛、発熱、項部硬直、嘔吐、意識障害などである。クリプトコッカス性髄膜炎では2～3週間ないし6ヶ月の経過で亜急性に進行することが多い。アスペルギルス性髄膜炎、カンジダ性髄膜炎は患者の免疫状態にも関係しているが急性、亜急性、慢性と様々な発想経過をとる。
クリプトコッカス性髄膜炎
cryptococcus neoformans は鳩の糞などで汚染された土壌に豊富に存在する。経気道的に感染する。細胞性免疫低下状態では肺クリプトコッカス症を起こす。血行性散布では中枢神経に強い親和性をもち髄膜炎を起こしやすい。2～3週間ないし6ヶ月の経過で亜急性に進行することが多い。肺病変なしで髄膜炎を起こすこともある。治療はアムホテリシンB（リポソームアムホテリシンB）とフルシトシンの併用療法を行うことが多い。第二選択はフルコナゾール（ホスフルコナゾール）である。健常者に発生する原発性クリプトコッカス症と細胞性免疫が低下する基礎疾患を有する患者に発生する続発性クリプトコッカス症に分類される。続発性クリプトコッカス症はより重篤で治療抵抗性であり、再発率も高い。
アスペルギルス性髄膜炎
Aspergillus fumigatus は暖かく湿った場所、空調のエアフィルターなどに生息し経気道的に感染する。肺に好発する。局所性（耳、鼻、目、皮膚、子宮付属器からの波及）、呼吸器を介した二次的な血行性波及、手術時の直接感染などが知られるが呼吸器を介して二次的に波及することが多い。動脈、静脈を侵襲する傾向が強く、脳に出血性梗塞を起こし隣接した部位に髄膜炎を併発する。治療はポリコナゾールであり重症例ではポリコナゾールにミカファンギンを併用する。
カンジダ性髄膜炎
健常人でも20〜40%の頻度で口腔、腸管に常在するが通常菌数は少ない。抗菌薬による菌交代現象や免疫抑制状態で常在カンジダが粘膜下組織に侵入し血行性、リンパ行性に臓器感染を起こす。中心静脈カテーテルから侵入する場合も多い。治療はアムホテリシンB（リポソームアムホテリシンB）とフルシトシンの併用療法。第二選択はフルコナゾール（ホスフルコナゾール）である。

## 疫学
日本における真菌性髄膜炎の発生頻度は髄膜炎全体の0.2%と稀である。AIDSの多発地帯である欧米や東南アジアではAIDS患者の約10%に真菌性髄膜炎が発生して問題となっている。1979年から1989年に日本で報告された真菌の中枢神経感染症129例の内訳はクリプトコッカス髄膜炎116例、カンジダ髄膜炎6例、アスペルギルス髄膜脳炎7例でありクリプトコッカス髄膜炎が真菌性髄膜炎の約90%をしめる。

## 検査
いずれの真菌性髄膜炎も脳以外の感染部位からの波及が多いので侵入部位を含めた全身精査が必要である。感染症診断上のゴールドスタンダードは原因真菌の分離同定である。しかし真菌症の特徴として培養や生検が困難な状況が多いことがあげられる。そのため血清学的な補助診断を用いることが多い。最も有名なものはβ-D-グルカンである。β-D-グルカンは主要な病原真菌に共通する細胞壁構成多糖成分の一つである。カンジダ属やアスペルギルス属の細胞壁で豊富に含有されている。β-D-グルカンはセルロース素材の透析膜を用いた血液透析、血液製剤（アルブミン製剤、グロブリン製剤など）の使用、環境中のβ-D-グルカンによる汚染、β-D-グルカン製剤の使用、Alcalogenes faecalis による敗血症患者、測定中の振動（ワコー法）、非特異的反応（溶血検体、高ガンマグロブリン血症）などで偽陽性となることがある。β-D-グルカンはカンジダ、アスペルギルス、ニューモシスチスでは上昇するがクリプトコッカス、ムコールでは上昇しない。
よく用いられる真菌マーカーを以下にまとめる。また病原微生物の遺伝子検査も行われている。
|            | 抗原                     | 対応真菌                                   |
| ---------- | ------------------------ | ------------------------------------------ |
| 細胞壁成分 | β-D-グルカン             | カンジダ、アスペルギルス、ニューモシスチス |
| 抗原       | マンナン                 | カンジダ                                   |
| 抗原       | グルクロノキシロマンナン | クリプトコッカス                           |
| 抗原       | ガラクトマンナン         | アスペルギルス                             |
| 抗体       | 抗アスペルギルス沈降抗体 | アスペルギルス                             |

カンジダ症
β-D-グルカンやマンナン抗原を補助診断で用いることが多い。マンナン抗原検査ではカンジダ属菌種によっては陽性反応を示さないこともある。GeniQ-カンジダなど遺伝子検査キットも販売されている。
クリプトコッカス症
グルクロノキシロマンナン抗原を補助診断でもちいることが多い。播種性トリコスポロン症でも陽性化するので注意が必要である。
アスペルギルス症
ガラクトマンナン抗原と抗アスペルギルス沈降抗体が補助診断で用いられることが多い。肺アスペルギローマや慢性壊死性肺アスペルギルス症など慢性アスペルギルス感染症ではガラクトマンナン抗原は検出されにくく、抗アスペルギルス沈降抗体を検出することで臨床診断の参考となるとされている。ガラクトマンナン抗原特にプラテリアアスペルギルスではタゾバクタム/ピペラシリン投与、クラブラン酸/アモキシシリン投与、ビフィドバクテリウム属の腸管内定着、C.neoformans galactoxylomannan、大豆タンパクを含む経管栄養などで測定結果が影響を受ける。

## 治療
原則としては確定診断の後に抗真菌薬の投与であるが、アスペルギルス、カンジダ感染の場合は暫定的診断の時点で抗真菌薬の投与に踏み切ることが多い。真菌は酵母様真菌、糸状真菌、二相性真菌に分類される。二相性真菌は日本では輸入感染症以外で問題になることは少ない。糸状真菌にはアスペルギルス属菌、ムコール属（接合菌属）が含まれ、酵母様真菌にはカンジダ属やクリプトコッカス属が含まれる。二相性真菌にはコクシジオイデス、ヒストプラズマ、パラコクシジオイデス、マルネッフェイ型ペニシリウム症、ブラストミセスなどが知られている。一般的に糸状真菌の方が酵母様真菌より治療がしにくい。抗真菌薬のうちフルコナゾール（ジフルカン®）とフルシトシン（アンコチル®）は糸状菌には効果がなく、酵母様真菌に効果があるとされている。カンジダではフルコナゾールとフルシトシンの耐性化が進んでいる。フルコナゾールは後発薬としてホスフルコナゾール（プロジフ®）が近年好んで投与される。フルコナゾール（ジフルカン®）、ポリコナゾール（ブイフェンド®）、イトラコナゾール（イトリゾール®）では初回投与量を通常容量の倍量用いたloading doseが行われる。また抗真菌薬の安全性が高まったため併用療法がしばしば行われるようになった。
| 一般名                    | 商品名        | 略号   | カンジダ | クリプトコッカス | アスペルギルス | 接合菌 |
| ------------------------- | ------------- | ------ | -------- | ---------------- | -------------- | ------ |
| アムホテリシンB           | ファンギゾン® | AMPH-B | ◎        | ◎                | ◎              | ◯      |
| リポソームアムホテリシンB | アムビゾーム® | L-AMB  | ◎        | ◎                | ◎              | ◯      |
| ミコナゾール              | フロリードF®  | MCZ    | ◯        | △                | ◎              | ◯      |
| フルコナゾール            | ジフルカン®   | FLCZ   | ◎        | ◎                | ×              | ×      |
| ホスフルコナゾール        | プロジフ®     | F-FLCZ | ◎        | ◎                | ×              | ×      |
| イトラコナゾール          | イトリゾール® | ITCZ   | ◎        | ◎                | ◎              | △      |
| ポリコナゾール            | ブイフェンド® | VRCZ   | ◎        | ◎                | ◎              | ×      |
| フルシトシン              | アンコチル®   | 5-FC   | ◯        | ◯                | △              | ×      |
| ミカファンギン            | ファンガード® | MCFG   | ◎        | ×                | ◎              | ×      |